# عرض عبد الله (سيئون)

تعديل مصدري - تعديل

عرض عبد الله هي إحدى قرى عزلة سيئون بمديرية سيئون التابعة لمحافظة حضرموت، بلغ تعداد سكانها 1169 نسمة حسب تعداد اليمن لعام 2004. وتقع شرقي بور، ويوجد بها مسجد وحوله ضريح عليه قبة لعبيد الله بن أحمد المهاجر أحد أجداد السادة العلويين.